# فرانك ووكر (لاعب كرة قدم)
فرانك ووكر (بالإنجليزية: Frank Walker)‏ (1 يناير 1897 في المملكة المتحدة - 1 يناير 1949 بإدنبرة في المملكة المتحدة) هو مدرب كرة قدم ولاعب كرة قدم بريطاني (وحمل سابقاً جنسية المملكة المتحدة لبريطانيا العظمى وأيرلندا) في مركز مهاجم داخلي. شارك مع منتخب اسكتلندا لكرة القدم. أما مع النوادي، فقد لعب مع نادي لانارك الثالث ونادي كوينز بارك.

## وصلات خارجية
- فرانك ووكر على موقع قاعدة بيانات كرة القدم.إي يو (الإنجليزية)